# Hrvatska eskomptna banka
Hrvatska eskomptna banka, osnovana 1868. godine u Zagrebu, prva je moderna banka osnovana na tlu Hrvatske s hrvatskim kapitalom nakon Prve hrvatske štedionice osnovane 1846. godine.
Neki od ključnih ljudi u radu banke su bili inicijator Guido Pongratz te kasniji predsjednici banke Petar Dragan Turković i njegov brat Milan Turković.